# Villanelle (personaje)
Villanelle, cuyo nombre de nacimiento es Oxana Vorontsova (en Codename Villanelle) u Oksana Anatolyevna Astankova (en Killing Eve), es una asesina ficticia.
El autor británico Luke Jennnings creó originalmente el personaje de Villanelle en una serie de novelas de libros electrónicos cuyos segmentos se publicaron entre 2014 y 2016, y la saga se compiló en la novela de  2018 Codename Villanelle. En la adaptación de la serie de televisión de BBC America Killing Eve, que se estrenó el 8 de abril de 2018, el personaje es interpretado por la actriz británica Jodie Comer

## Antecedentes
Villanelle es el personaje principal en la serie de novelas de cuatro segmentos de Luke Jennings (2014–16), cuya compilación forma su novela de 2018 Codename Villanelle. La serie de 2018 Killing Eve, creada por la escritora y actriz británica Phoebe Waller-Bridge, está basada en las novelas de Jennings.

### El nombre «Villanelle»
Algunos conjeturan que el nombre «Villanelle» se derivó de la palabra villano. Otro crítico comparó a Killing Eve con la forma poética villanelle, escribiendo que la serie trata de la «iteración de un patrón reconocible, sus placeres emergen en los giros internos».
En la novela, la asesina Oxana Vorontsova eligió su nombre como Villanelle por el perfume favorito de la condesa du Barry, que fue guillotinada en 1793 («Tendré que tener cuidado, entonces,» señala Oxana.) En la serie de televisión, la agente de inteligencia británica Eve Polastri introdujo el nombre después de que la asesina se burló de ella enviándole una botella de perfume llamada La Villanelle. Por separado, un perfume llamado Villanelle había sido producido en Bélgica en el mes anterior al debut televisivo de Killing Eve. El fabricante del perfume dijo que el nombre estaba inspirado en el poema de Keigh Douglas de 1940, “Villanelle of Spring Bells” y que habían observado un incremento de pedidos desde los Estados Unidos después del debut estadounidense de la serie.

## EnKilling Eve
Villanelle es una brutal asesina a sueldo que pronto se involucra en un juego del gato y el ratón con la agente de seguridad del MI5], Eve Polastri (interpretada por Sandra Oh), las dos mujeres se obsesionan mutuamente, y comparten lo que se ha llamado una «química crujiente... entre enemigas amargas y posibles amantes». La agente Polastri rastrea a la "totalmente imperdonable» asesina Villanelle en toda Europa, no como héroe y villana, sino como «dos mujeres rotas cuyos defectos las unen en un retorcido pas de deux». A medida que avanza la serie, se revela la historia de fondo de Villanelle: ella es una huérfana con una reputación violenta que una vez desarrolló una obsesión por una instructora francesa mayor y educada, y que castró al esposo de la instructora debido a sus celos con la instructora.

## Caracterización
Villanelle ha sido descrita como «una maníaca asesina tan encantadora como psicópata», una «monstruo relajándose escalofriantemente» que se lleva «gran placer en un asesinato bien realizado». No es simplemente una asesina a sueldo, se describió a Villanelle como «disfrutadora del dolor ajeno» y «no tener trabas morales que la frenen», haber sido «criada para matar sin culpa ni preocupación, [...] amor o lealtad». Un exterior inocente esconde una brutalidad fría, y Villanelle—una «psicópata que vive, respira, compra»—«mata con la llamarada». Ella es «excepcionalmente talentosa, completamente desalmada, e hilarante [...] grosera, divertida, horrible, [y] traviesa. Es retorcida y sin conciencia, pero también es irreprimible. Es una psicópata adecuada.»
Jugando al juego del gato y el ratón a nivel intelectual y psicológico, Villanelle es «hiperactiva de [...] la narrativa rodeándola pero luego desafiándola, primero liderando las interacciones para que parezcan predecibles pero luego volviéndolos. A pesar de tener un daño psicológico profundo de su pasado, la «juguetona» Villanelle no solo tiene un «malvado sentido del humor» sino que, estando "simplemente aburrida», anhela la estimulación y el desafío, arriesgándose mientras expresa su alegría en un «asesinato creativo y vistoso». Aunque la competencia de Villanelle es  «aterradora» y «exagerada», Jia Tolentino escribió en The New Yorker que ella es «esencialmente un niña, petulante y tonta y grosera», pero cuyos «instintos teatrales vuelven a la vida» en una situación mortal. Tolentino también infirió que Villanelle podría estar «desenredando» o reproduciendo los sucesos de su infancia: exigiendo que su jefe admita que la ama más que a su hija; haber perdido a su madre a muy temprana edad y ahora busca a una mujer para el cuidado y la devoción mutua; buscando elogios por su brillante actuación.
Villanelle también ha sido descrita como engreída, juguetona y ostentosa, y poseedora de una belleza que constituye una «feminidad literalmente armamentada» que es atractiva tanto para Eve como para el público. Fría, calculadora e insensible, ella «atrae simpatía y luego la despliega de inmediato contra quien ella enfrenta». Villanelle es un «personaje complejo y profundamente frustrante», y «casi imposible de no echar raíces» a pesar de carecer de la similitud que convencionalmente es el objetivo para los personajes femeninos. Ella muestra momentos de preguntas pero nunca se rinde para arrepentirse. Careciendo de ímpetu moral o una principal para sus decisiones de asesinato, y motivado por la sed de sangre, la codicia y el rencor, «La disfunción de Villanelle es suya».
La actriz Jodie Comer describió a su personaje como un espíritu libre, no consciente de sí misma, comparando a Villanelle durante sus actos de asesinato con un gato jugando con un ratón antes de ir a matar. Comer dijo que Villanelle «definitivamente prefiere a las mujeres», y, en términos más generales, «no tiene ninguna limitación» aunque en el fondo anhela una vida normal como la de Eve.
La creadora de la serie, Phoebe Waller-Bridge, explicó cómo la creación del personaje de Villanelle resultó de preguntar continuamente, “¿Qué harías si no tuvieses miedo?” Waller-Bridge ratificó que «Villanelle se divierte, eligiendo hacer solo cosas que puedan traer su alegría»—desde seleccionar la alta costura hasta idear técnicas de asesinato—una valentía que es un contrapunto perfecto para la autoconciencia y la culpa que paralizan a Eve.

## Representación
Hannah Giorgis escribió en The Atlantic que el «mayor éxito» de Killing Eve es lo atractiva que es Villanelle, tanto para una agente de inteligencia dedicada a rastrearla, como para la audiencia. Más específicamente, Jia Tolentino escribió en The New Yorker que el personaje de Villanelle funciona debido al «carisma mercurial e irrefutable» de Comer, y Willa Paskin escribió en Slate que Comer como Villanelle (retorcida y sin conciencia pero irrefrenable) es «completamente increíble».